# Kochiura
Kochiura là một chi nhện trong họ Theridiidae.